# Panaxia miranda
Panaxia miranda är en fjärilsart som beskrevs av Charles Oberthür 1894. Panaxia miranda ingår i släktet Panaxia och familjen björnspinnare. Inga underarter finns listade i Catalogue of Life.